# Ирландская кухня

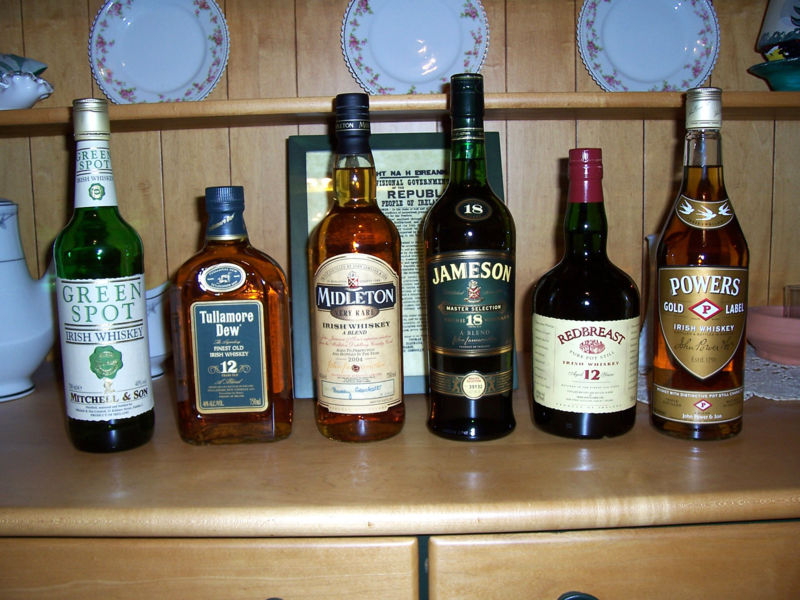
Коллекция ирландских виски

Ирландская кухня (ирл. Cócaireacht na hÉireann) включает в себя кулинарные традиции и рецепты, связанные с островом Ирландия. Она сформировалась в результате многовекового социального-политического развития и смешения различных культур (преимущественно кельтской, соседней британской и других европейских).
В связи с тем, что остров разделён между двумя государствами — Республикой Ирландией и Соединённым королевством, кухня Северной Ирландии имеет свои отличительные черты, но она также в значительной степени основана на кухне остальной части Ирландии и британской кухне.

## История
В старинной ирландской литературе периодически описывались еда и напитки. Так, например, в поэме XII века Aislinge Meic Con Glinne упоминается восхитительный напиток bánbíd из молока.
Норманны привнесли в ирландскую кухню новые виды животных, рыб и птиц, включая домашнюю утку, лебедя-шипуна (в отличие от местного лебедя-кликуна), щуку, белогрудую овцу, кроликов, фазанов, ланей и голубей, а викинги популяризовали морепродукты.
Раскопки на поселении викингов в лесу, в районе набережной Дублина дали значительный объём информации о рационе питания жителей города. Рацион состоял из мяса крупного рогатого скота, овец, свиней, а также дикой птицы, рыбы и моллюсков. Из растительной пищи употреблялись ягоды, лесные орехи. Семена мари шли на приготовление каши.
В средневековье, до появления картофеля, доминирующей чертой сельского хозяйства являлось животноводство. Мясо могли позволить себе только богатые слои населения. Бедные питались молоком, маслом, сыром, ячменём и овсом. Часто употреблялось молоко, смешанное с кровью крупного рогатого скота и маслом. Среди потребляемых овощей, как дикорастущих, так и культивируемых, были щавель (samhadh), жеруха (biolar), сельдерей, крапива, петрушка, капуста, горчица (praiseach), лук-порей, лук скорода (foltchep), репчатый лук, горох, фасоль, морковь, дикий чеснок, пастернак (meacan), свёкла (biatas) и красная водоросль (duileasc, Palmaria palmata). Среди ягод — земляника, ежевика, малина, тёрн, дикая вишня, бузина, рябина, клюква и брусника. Широко были распространены фруктовые сады, особенно в Ленстере, а также в графствах Арма, Фермана, Донегол и Мейо. К концу средневекового периода имелись разные системы питания, варьирующие от региона, социального статуса и доступа к рынку. Торговые записи свидетельствуют об использовании импортных продуктов роскоши, таких как инжир, вержус, рис, перец, миндаль и специи. В постные дни в качестве заменителя молока использовалось миндальное молоко.
Появление картофеля во второй половине XVI века сильно повлияло на кухню этой страны. Вхождение картофеля в рацион ирландцев происходило в четыре этапа:
1. 1590—1675. Картофель был дополнительной пищей и запасным вариантом на случай голода.
2. 1675—1750. Картофель стал рассматриваться в качестве ценного зимнего продукта питания среди бедных слоёв населения.
3. 1750—1810. Картофель стал основным продуктом питания бедных слоёв населения в течение большей части года.
4. 1810—1845. Неурожаи картофеля и голод стали обычным явлением. В 1845 году начался Великий голод вследствие заражения картофельных посевов, повлёкший потерю 20—25 % населения Ирландии[4][5].

## Современная кухня Ирландии

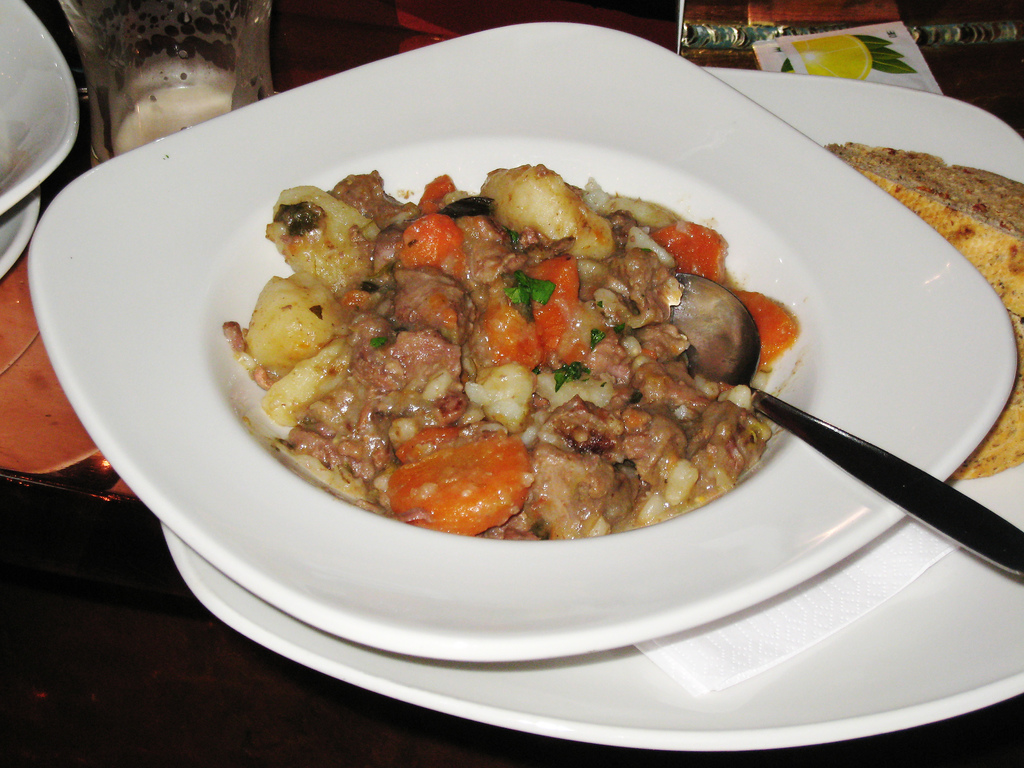
Ирландское рагу

В XX веке ирландская кухня начала испытывать конкуренцию из-за широкого распространения итальянской, индийской, китайской кухонь. Из ирландской кухни всплеск популярности пришёлся на ирландское рагу (тушёная баранина с морковью и луком), коддл (сосиски и бекон, тушёные с картофелем и луком), ирландский завтрак, боксти.
Мясо, овощи, зерновые, молочные продукты и картофель остаются основными продуктами ирландской кухни. Овсяная каша с древних времён является популярным блюдом на завтрак, и часто подаётся с мёдом и сливками.
В настоящее время Ирландия является мультикультурной страной, где такие блюда, как курица тикка масала, фахита, тайский зелёный карри и лазанья являются такой же частью ирландской кухни, как пастуший пирог, ирландское рагу и бекон с капустой.

## Ирландские блюда и напитки

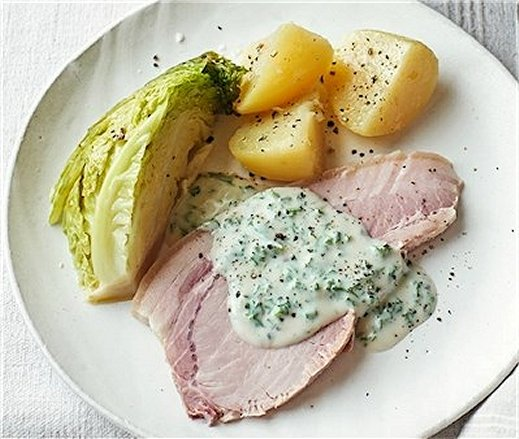
Бекон с капустой, традиционное ирландское блюдо

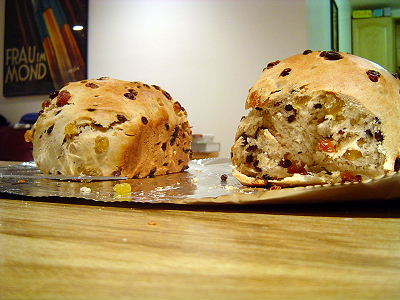
Бармбрэк

- Бекон с капустой — бекон, тушёный с капустой.
- Бармбрэк — хлеб со свежим виноградом и изюмом.
- Бимиш — пиво (стаут).
- Black and tan[англ.] — пивной коктейль, который готовят путём наслаивания светлого пива (обычно, бледного эля) и тёмного пива (обычно, стаута).
- Блаа — булочки из графства Уотерфорд
- Боксти — картофельные блины.
- Carrageen moss pudding — молочный пудинг с ирландским мхом.
- Пюре с зелёным луком — картофельное пюре, перемешанное с зелёным луком, сливочным маслом и молоком.
- Коддл — сосиски и бекон, тушёные с картофелем и луком.
- Колканнон — картофельное пюре, перемешанное с капустой и сливочным маслом.
- Крубинс — варёная засоленная свиная нога.
- Mairteoil ar Guinness — говядина с овощами, тушёная в пиве Гиннесс[источник не указан 1073 дня].
- Dulse — тёмно-красная водоросль Palmaria palmata[англ.]. Употребляется в сушёном виде.
- Drisheen[англ.] — один из видов чёрного пудинга.
- Гуди — пудинг из пшеничного хлеба, молока, сахара и специй.
- Гиннесс — пиво (стаут).
- Полный ирландский завтрак — то же, что и полный английский завтрак, их ещё называют «fry».
- Кофе по-ирландски — коктейль из горячего кофе, ирландского виски, сахара, покрытый взбитыми сливками.
- Бейлис — ликёр из ирландского виски, кофе, сливок и других компонентов.
- Айриш Мист — ликёр из ирландского виски, вереска, клевера, мёда и ароматических трав.
- Ирландское рагу — тушёная баранина с картофелем и луком.
- Skirts and kidneys[англ.] — это ирландское рагу, приготовленное из свиной диафрагмы (юбки) и свиных почек.
- Содовый хлеб — бездрожжевой хлеб, при приготовлении которого используются сода и пахта.
- Потин — самогон, изготовленный из солода или картофеля.
- Гур — пирожное.